# ヨハン・カスパー・ブルンチュリ
ヨハン・カスパー・ブルンチュリ（Johann Caspar Bluntschli、1808年3月7日 - 1881年10月21日）は、スイス及びドイツの法学者、政治家。19世紀ドイツの代表的法学者。歴史学派に属し、国法・憲法・国際法を研究した。

## 経歴
出生から修学期
1808年、スイス・チューリッヒで生まれた。ベルリン大学とボン大学で法学を学んだ。1829年、ローマ相続法研究によりボン大学で法学博士号を取得。
法学研究者として(スイス居住時代)
1933年、新設されたチューリッヒ大学の教員となり、1836年には正教授となった。1839年、チューリッヒ州議会議員となった。政治的には、当時のドイツ（ドイツ語圏）の急進派と保守派の双方に対抗したリベラル保守派であった。
ドイツ移住後
1848年、ドイツに移住し、ミュンヘン大学教授に就いた。1861年からはハイデルベルク大学教授。1861年から1868年までバーデン大公国議会第一院議員を務めた。
1868年にはドイツ関税同盟の関税議会（後の帝国議会）のバーデン州代表として選出された。国民自由党に所属した。1873年から 1876 年までバーデン議会第二院議員。1881年、カールスルーエにて死去。
学界では、オランダ王立芸術科学アカデミーの外国人会員に選出された。

## 研究内容・業績
- 国家有機体説（心理学的有機体説[5]）を支持し、社会契約説を批判した[3]。また、国家主権説の立場から保守的な絶対君主制と急進的な人民主権論（国民主権論）の双方を批判した[3]。ブルンチュリの国法学理論は加藤弘之によって紹介され、日本の明治政府の正当性を弁護する役割を担った[3]。
- アーリアン学説の影響を受けた人種理論家でもあった[6]。

## 家族・親族
- 息子：アルフレッド・フリードリヒ・ブルンチュリ（Alfred Friedrich Bluntschli）は建築家。

## 著作
日本語訳された著作
- 『国法汎論』イ・カ・ブルンチュリ著、加藤弘之訳、文部省 1872